# 民主革命
民主革命是一个政治学术语，表示推翻一个非民主的政权，建立民主制度的革命。在中国近现代史与政治史上，民主革命是资产阶级民主革命的简称:3770，是指反对封建地主阶级统治和封建专制制度并建立资产阶级民主制度的革命。有资产阶级领导的与无产阶级领导的两种民主革命:3770。資產階級領導的民主革命，即資產階級革命，以反對封建制度為主要內容:3770。
列宁在俄國1905年革命时期提出“民主革命向社会主义革命的过渡”：“我们将立刻由民主革命开始向社会主义革命过渡，并且恰恰是按照我们的力量，按照有觉悟有组织的无产阶级的力量，开始向社会主义革命过渡。”

## 资产阶级民主革命
资产阶级领导的民主革命，是资产阶级为资本主义发展扫除障碍，推翻封建制度，建立資產階級專政的革命。19世纪末20世纪初以前，民主革命均由资产阶级领导。16世紀下半葉的尼德兰革命是全世界第一次民主革命。17世纪的英国资产阶级革命开辟资产階级世界革命的时代。1789年法国大革命更深刻和彻底。在英法革命影響下，到19世纪中叶歐美主要國家基本完成资产阶级革命:3769。结局是建立资产阶级专政与资本主义社会。1848年西欧许多国家发生的革命，是世界近代史上范围最广泛的民主革命。在中國，1919年五四運動以前資產階級領導的民主革命，如辛亥革命，是舊民主主義革命:3770。

## 新民主主义革命
19世纪末20世纪初世界进入帝国主义时代。到帝國主義和無產階級革命時代，出现了无产阶级领导民主革命的条件。1905年俄国革命是歷史上第一次由无产阶级领导的民主革命。1917年俄國十月社會主義革命，開始無產階級社會主義世界革命。在中國，中國共產黨領導的民主革命是新民主主義革命:3770。

## 民族民主革命
民族民主革命是殖民地、半殖民地人民反对帝国主义和封建主义的革命。俄国十月革命后，民族民主革命属于世界无产阶级革命的一部分。

## 民主补课
民主补课，即民主革命补课:503。1960年3月，宁夏汇报“中宁事件”的报告中提出“中宁民主革命不彻底，建党根子不正，党组织严重不纯”。1960年底到1961年初，与整风整社运动相结合，中国全国各地普遍开展了一场民主革命补课运动。河南省信陽地區由於三年「大躍進」發生嚴重「五風（指共產風、浮誇風、命令風、幹部特殊風和對生產瞎指揮風:502）」，至1960年底出現大量死人的嚴重問題:503。
这场运动起源于河南省信阳地区，终而推向全国。“信阳事件”曝光后，1960年10月26日毛泽东在中央监委《监察工作情况反映》第215号上批示：“信阳出的事件是反革命复辟，是民主革命不彻底，需组织力量进行民主革命补课。1960年11月3日中共中央发出了给各中央局，省(市、自治区)委，地委，县委，公社党委，生产大队和生产队的总支和支部的《关于农村人民公社当前政策问题的紧急指示信》》(简称《12条》)，要求“必须把当前农村中迫切需要解决的一系列的政策问题，特别是关于人民公社所有制方面的一系列政策问题，向各级党组织讲清楚。并且要求把这封指示信原原本本地读给全体党员和干部听，读给农民群众和全体职工听，反复解释，做到家喻户晓，把政策交给群众，发动群众监督党员干部认真地、不折不扣地贯彻执行。”并要求“今年冬季，必须下决心，放手发动群众，普遍展开一个整风整社的群众运动。”“严禁干部压制民主，打击报复。”“通过整风整社运动改造落后地方和落后社队，纯洁公社各级领导机构，纯洁农村党的组织，进一步发挥农村党组织的堡垒作用和党员的核心作用。”1960年11月15日毛泽东在中央机关抽调万名干部下放基层情况的报告上批示“坏人当权、打人死人、粮食减产、吃不饱饭，民主革命尚未完成，封建势力大大作怪”。
1960年12月8日中共中央《关于山东、河南、甘肃和贵州某些地区所发生的严重情况的指示》。中共信陽地委於1960年12月召開會議檢查工作，並向中共中央、中南局、河南省委報告説「信陽事件的性質是反革命復辟，是民主革命不徹底」，提出「要像土改一樣大搞整風運動，進行民主革命補課。」:503”中央从中直机关和国务院各部委抽调干部452名，河南省委从省直机关和外地市抽调骨干1844名开赴信阳地区，河南省委决定改组信阳地委领导班子，原地委常委9人中，只留张树藩和纪委书记邱进敏二人，其余7人撤职审查。新地委组成后，又从地直各部门挑选骨干1483人，组成了近3800人的“民主革命补课运动”大军，开赴各县市，夺取了各县、市和公社，以及县直各部门的领导权，清理阶级队伍。
1960年12月24日至1961年1月13日，中共中央在北京召开工作会议，讨论整风整社问题。1960年12月31日，毛泽东在信阳地委向河南省委并中共中央汇报整风运动和生产救灾情况报告上批示“这是一个好文件，全国三类社（即“共产风”一直没有纠正，严重地破坏农村生产力的社队）都应照此执行”。即全国三类社的整风整社运动都要以民主革命补课的形式开展，这就是“信阳经验”。中央肯定信陽地委的報告，要求全國三類社隊都應照此執行:503。
1961年1月1日中共中央把信阳地委报告批准给与会人员。1961年1月20日，中共中央颁发了《中央工作会议关于农村整风整社和若干政策问题的讨论纪要》，把三类社分为3种情况，其中“被地富反坏分子和蜕化变质分子篡夺”了的社队的整顿，“主要依靠上级派去的工作团，经过深入群众、扎根串连，挑选一批真正贫农下中农的积极分子，同时吸收原有组织中好的和比较好的干部参加，组成贫下中农委员会，在党的领导下整风整社，并且临时代行社队管理委员会的职权，领导生产，安排生活。”由此，民主革命补课运动推向全国。
1963年全国开始了“四清”运动。西北局提出了“西北民主革命不彻底”的论断。
1964年8至9月，西北局在银川召开了陕甘宁青四省区民主革命补课工作座谈会。会议认为“西北民主革命不彻底,宁夏很不彻底”,“群众继续遭受着压迫和剥削”。随后,宁夏区党委发出“必须以彻底革命的精神完成民主革命的补课任务”的通知。1964年《西北建设》杂志第八十四期专门刊载了《关于陕甘宁青四省区民主革命补课工作座谈会的报告》。9月18日，中共中央《關於印發〈農村社會主義教育運動中一些具體政策的規定（修正草案）〉的通知》：「民主革命不徹底的地區，都必須認真地進行民主革命的補課工作，在土地改革時漏劃的地主、富農，必須清查出來。」:503十一屆三中全會以來，覆查民主革命補課工作，平反錯誤補劃的地主、富農成分:503。